# Selección de fútbol de la Comunidad Valenciana
La selección de fútbol de la Comunidad Valenciana es la selección de fútbol representativa de la Comunidad Valenciana (España). Carece de oficialidad y tan solo ha disputado partidos amistosos, en los últimos tiempos en fechas navideñas. Está organizada por la Federación de Fútbol de la Comunidad Valenciana, fundada en 1909.
Históricamente, la selección valenciana ha tenido dos épocas bien diferenciadasː la época de la selección regional durante la cual se enfrentaba a otras selecciones regionales (1918-1944) y la época de la selección autónomica, durante la cual se enfrentó a seis selecciones nacionales absolutas.

## Época regional
La primera tuvo lugar en las décadas de 1920-1930, antes de la Guerra Civil, cuando diversas selecciones de regiones históricas de España disputaron encuentros frente a selecciones de otras regiones o de países extranjeros.
La selección valenciana debutó en 1918, en un partido que ganó contra la selección aragonesa de fútbol por 5-0, siendo este su mejor resultado hasta el momento.
Disputó dos partidos oficiales como selección de Levante.
En esta época, la selección catalana sería el gran rival de los valencianos, jugando hasta unos cuatro partidos.
El principal referente fue Eduardo Cubells.
También disputaba partidos amistosos contra distintos clubes valencianos.
Se dejaron de disputar partidos entre selecciones regionales, excepto en alguna ocasión puntual por motivos benéficos o celebraciones conmemorativas.

### Partidos históricos
| Fecha      | Lugar     | Local             | Visitante         | Resultado | Estadio             | Árbitro                  |
| ---------- | --------- | ----------------- | ----------------- | --------- | ------------------- | ------------------------ |
| 12-06-1918 | Valencia  | Región Valenciana | Aragón            | 5ː0       |                     |                          |
| 13-06-1918 | Valencia  | Región Valenciana | Aragón            | 3ː0       |                     |                          |
| 19-11-1922 | Valencia  | Levante           | Andalucía         | 1ː2       | Campo de Algirós    | Enrique Péris de Vargas  |
| 11-11-1923 | Valencia  | Levante           | Andalucía         | 2ː3       | Estadio de Mestalla | Luis Colina Sánchez      |
| 08-01-1928 | Málaga    | Andalucía         | Región Valenciana | 4ː1       | Baños del Carmen    |                          |
| 18-10-1936 | Barcelona | Cataluña          | Región Valenciana | 0ː2       | Campo de Las Corts  | Jesús Arribas Seijas     |
| 15-11-1936 | Valencia  | Región Valenciana | Cataluña          | 4ː0       | Estadio de Mestalla | Rafael Tamarit Falaguera |
| 27-03-1944 | Valencia  | Región Valenciana | Cataluña          | 3ː4       | Estadio de Mestalla | Rafael Tamarit Falaguera |
| 23-04-1944 | Barcelona | Cataluña          | Región Valenciana | 2ː2       | Campo de Las Corts  | Ramón Azón Roma          |

### Jugadores de la etapa histórica
| Jugador                  | Nacimiento                     | Club                   | Participaciones            |
| ------------------------ | ------------------------------ | ---------------------- | -------------------------- |
| Juan Ramón Santiago (2)  | Erandio, 1912                  | Valencia C.F.          | 4ː 1936a-1936b-1944a-1944b |
| José Alanga              | Castellón de la Plana, 1899    | C.D. Castellón         | 2ː 1922-1923               |
| Eduardo Cubells (5)      | Valencia, 1900                 | Valencia C.F.          | 2ː 1922-1923               |
| Arturo Montes            | Valencia, 1900                 | Valencia C.F.          | 2ː 1922-1923               |
| Rino Costa               | Chella, 1901                   | Valencia C.F.          | 2ː 1922-1923               |
| Javier Bayo              | Cartagena, 1903                | Cartagena C.F.         | 2ː 1922-1923               |
| Pedro Estevan            | Valencia, 1904                 | Valencia C.F.          | 2ː 1922-1923               |
| Enrique Molina (1)       | Valencia, 1904                 | Gimnástico F.C.        | 2ː 1923-1928               |
| Rafael Vidal             | Madrid, 1907                   | Levante F.C.           | 2ː 1936a-1936b             |
| Antonio Conde            | Sagunto, 1909                  | Valencia C.F.          | 2ː 1936a-1936b             |
| Carlos Iturraspe         | San Sebastián, 1910            | Valencia C.F.          | 2ː 1936a-1936b             |
| Jaime Doménech           | Viladecans, 1915               | Valencia C.F.          | 2ː 1936a-1936b             |
| Tomás Estors             |                                | Gimnástico F.C.        | 2ː 1936a-1936b             |
| Amadeo Ibáñez            | Valencia, 1916                 | Valencia C.F.          | 2ː 1936a-1944b             |
| Juan Melenchón           | Mazarrón, 1908                 | Valencia C.F.          | 2ː 1936b-1944a             |
| Guillermo Gorostiza (19) | Baracaldo, 1909                | Valencia C.F.          | 2ː 1944a-1944b             |
| Edmundo Suárez (3)       | Baracaldo, 1916                | Valencia C.F.          | 2ː 1944a-1944b             |
| Nicolás Santacatalina    | Puerto de Sagunto, 1918        | C.E. Sabadell          | 2ː 1944a-1944b             |
| José María Burset        | Cassá de la Selva, 1918        | C.D. Castellón         | 2ː 1944a-1944b             |
| Antonio Santolaria       | Ribesalbes, 1918               | C.D. Castellón         | 2ː 1944a-1944b             |
| Epifanio Fernández (15)  | San Sebastián, 1919            | Valencia C.F.          | 2ː 1944a-1944b             |
| Ignacio Eizaguirre (18)  | San Sebastián, 1920            | Valencia C.F.          | 2ː 1944a-1944b             |
| Silvestre Igoa (10)      | San Sebastián, 1920            | Valencia C.F.          | 2ː 1944a-1944b             |
| José Marín               | Valencia, 1897                 | Valencia C.F.          | 1ː 1922                    |
| Juan Piñol               | Sagunto, 1898                  | Valencia C.F.          | 1ː 1922                    |
| Martínez                 |                                | Valencia C.F.          | 1ː 1922                    |
| Durán                    | Bandera de la Región de Murcia | Cartagena C.F.         | 1ː 1922                    |
| Rafael Civera            |                                | Gimnástico F.C.        | 1ː 1922                    |
| José Torregrosa          | Alicante, 1904                 | Club Natación Alicante | 1ː 1923                    |
| Juan Puig                | Valencia, 1903                 | Levante F.C.           | 1ː 1923                    |
| Ventura                  |                                | Gimnástico F.C.        | 1ː 1923                    |
| Albadalejo               |                                | Club Natación Alicante | 1ː 1923                    |
| Gaspar Rubio (4)         | Valencia, 1907                 | Levante F.C.           | 1ː 1928                    |
| Ramonzuelo               | Alicante, 1905                 | Levante F.C.           | 1ː 1928                    |
| Palau                    |                                | Gimnástico F.C.        | 1ː 1928                    |
| Cirilo Amorós            | Valencia, 1904                 | Valencia C.F.          | 1ː 1928                    |
| Domingo Orriols          | Barcelona, 1900                | Levante F.C.           | 1ː 1928                    |
| Justo                    |                                | Gimnástico F.C.        | 1ː 1928                    |
| Emilio Vidal             | Barcelona, 1900                | C.D. Castellón         | 1ː 1928                    |
| Pedro Archilés           | Castellón de la Plana, 1904    | C.D. Castellón         | 1ː 1928                    |
| Jaime Samá               | Fraga, 1905                    | C.D. Castellón         | 1ː 1928                    |
| Felipe Ferrer            | Palma de Mallorca, 1910        | C.D. Castellón         | 1ː 1936a                   |
| Guillermo Villagrá       | Buenos Aires, 1907             | Valencia C.F.          | 1ː 1936a                   |
| Agustín Dolz             | Valencia, 1916                 | Levante F.C.           | 1ː 1936a                   |
| Calatayud                | Játiva                         | Valencia C.F.          | 1ː 1936a                   |
| Jesús Gojenuri           | Bilbao                         | Gimnástico F.C.        | 1ː 1936a                   |
| Seve Goiburu (12)        | Pamplona, 1906                 | Valencia C.F.          | 1ː 1936b                   |
| Inocencio Bertolí (1)    | Pina de Montalgrao, 1911       | Valencia C.F.          | 1ː 1936b                   |
| Ignacio Langarita        | Alcantarilla, 1917             | Murcia C.F.            | 1ː 1936b                   |
| Francisco Puig           | Valencia                       | Levante F.C.           | 1ː 1936b                   |
| Vicente Hernández        | Valencia, 1915                 | Valencia C.F.          | 1ː 1944b                   |
| Álvaro Pérez             | Mondoñedo, 1916                | Valencia C.F.          | 1ː 1944b                   |
| Juan Baiges              | Bordils, 1918                  | C.D. Castellón         | 1ː 1944b                   |
| Antonio Pérez            | Nules, 1919                    | C.D. Castellón         | 1ː 1944b                   |
| Pasieguito (3)           | Hernani, 1925                  | Levante U. D.          | 1ː 1944b                   |

## Época autonómica
La segunda etapa llegó en la década de 1990 cuando, tras el franquismo, se empezaron a recuperar las selecciones autonómicas con un carácter popular y festivo. Desde el año 2001 la selección valenciana disputó partidos internacionales contra Lituania, Serbia y Montenegro, Camerún, Bulgaria, Colombia y Perú.
El último partido de la selección valenciana fue el 27 de diciembre de 2006, en Elche, frente al Perú, a la que logró vencer por 3-1.
En total, los valencianos han jugado 12 partidos (7 ganados, 1 empatado y 4 perdidos), con 30 goles a favor y 16 en contra.
Algunos de los jugadores que han vestido la camiseta valenciana son Farinós, Rufete, Albelda, Ballesteros, Quique Medina o Juan Sánchez, entre otros.
Algunos de los seleccionadores valencianos han sido Pep Claramunt o Benito Floro, entre otros.

### Partidos internacionales
| Fecha      | Lugar                 | Selección Valenciana | Rival               | Resultado | Estadio                            | Árbitro                 |
| ---------- | --------------------- | -------------------- | ------------------- | --------- | ---------------------------------- | ----------------------- |
| 28-12-2001 | Valencia              | Comunidad Valenciana | Lituania            | 4:1       | Estadio de Mestalla 15.000 esp.    | Juan Ansuátegui Roca    |
| 27-12-2002 | Valencia              | Comunidad Valenciana | Serbia y Montenegro | 1ː2       | Estadio de Mestalla 15.000 esp.    | Miguel Ángel Ayza Gámez |
| 27-12-2003 | Castellón de la Plana | Comunidad Valenciana | Camerún             | 2ː1       | Nuevo Estadio Castalia 3.000 esp.  | Vicente Lizondo Cortés  |
| 28-12-2004 | Valencia              | Comunidad Valenciana | Bulgaria            | 1ː2       | Estadio de Mestalla 10.000 esp.    | Vicente Lizondo Cortés  |
| 28-12-2005 | Valencia              | Comunidad Valenciana | Colombia            | 2ː1       | Estadio de Mestalla 10.000 esp.    | Miguel Ángel Ayza Gámez |
| 27-12-2006 | Elche                 | Comunidad Valenciana | Perú                | 3ː1       | Estadio Martínez Valero 5.000 esp. | Vicente Lizondo Cortés  |

### Jugadores de la etapa internacional
| Jugador                | Nacimiento                  | Club                   | Participaciones                  |
| ---------------------- | --------------------------- | ---------------------- | -------------------------------- |
| Vicente Moreno         | Masanasa, 1974              | Xerez C.D.             | 6ː 2001-2002-2003-2004-2005-2006 |
| Líbero Parri           | Burjasot, 1982              | C.D. Numancia          | 6ː 2001-2002-2003-2004-2005-2006 |
| Benja Belmar           | Bigastro, 1978              | Elche C.F.             | 5ː 2001-2002-2003-2004-2005      |
| Javier Farinós (2)     | Valencia, 1978              | Inter de Milán         | 5ː 2001-2002-2003-2004-2006      |
| Francisco Rufete (3)   | Benejúzar, 1976             | Valencia C.F.          | 5ː 2001-2002-2004-2005-2006      |
| Sergio Ballesteros     | Burjasot, 1975              | Villarreal C.F.        | 4ː 2001-2002-2003-2004           |
| Luis Gil               | Puebla de Vallbona, 1976    | Sevilla F.C.           | 4ː 2001-2002-2003-2005           |
| Juan Sánchez (1)       | Aldaya, 1972                | Valencia C.F.          | 4ː 2002-2003-2004-2005           |
| David Rangel           | Burjasot, 1979              | Valencia C.F.          | 4ː 2002-2003-2005-2006           |
| Héctor Font            | Villarreal, 1984            | Villarreal C.F.        | 4ː 2003-2004-2005-2006           |
| Carlos Llorens         | Valencia, 1969              | Deportivo Alavés       | 3ː 2001-2002-2004                |
| Curro Montoya          | Alicante, 1977              | Elche C.F.             | 3ː 2001-2002-2003                |
| Juanfran García (11)   | Valencia, 1976              | Celta de Vigo          | 3ː 2001-2003-2004                |
| Andrés Palop (0)       | La Alcudia, 1973            | Sevilla F.C.           | 3ː 2002-2003-2004                |
| Pablo Redondo          | Valencia, 1982              | Albacete Balompié      | 3ː 2004-2005-2006                |
| César Arzo             | Villarreal, 1986            | Villarreal C.F.        | 3ː 2004-2005-2006                |
| Juanra Cabrero         | Estivella, 1980             | Levante U. D.          | 2ː 2001-2002                     |
| Raúl Bravo (14)        | Palma de Gandía, 1981       | Real Madrid            | 2ː 2001-2002                     |
| Javi Navarro (4)       | Valencia, 1974              | Sevilla F.C.           | 2ː 2001-2003                     |
| Javier Garrido         | Torrente, 1979              | Valencia C.F.          | 2ː 2002-2003                     |
| Javi Moreno (̥5)        | Silla, 1974                 | Atlético de Madrid     | 2ː 2003-2004                     |
| Antonio López (16)     | Benidorm, 1981              | C.A. Osasuna           | 2ː 2003-2004                     |
| Toño Martínez          | Alicante, 1979              | Recreativo de Huelva   | 2ː 2003-2006                     |
| David Navarro          | Puerto de Sagunto, 1980     | Valencia C.F.          | 2ː 2004-2005                     |
| Pedro López            | Torrente, 1983              | Racing de Santander    | 3ː 2004-2005-2006                |
| Abel Buades            | Benimodo, 1977              | Gimnàstic de Tarragona | 2ː 2004-2006                     |
| Juanfran Torres (22)   | Alicante, 1973              | R.C.D. Español         | 2ː 2005-2006                     |
| Xisco Nadal            | Palma de Mallorca, 1986     | Villarreal C.F.        | 2ː 2005-2006                     |
| Paco García            | Alicante, 1972              | Elche C.F.             | 1ː 2001                          |
| Xavi Valero            | Castellón de la Plana, 1973 | Real Murcia            | 1ː 2001                          |
| Rafa Gómez             | Moncada, 1974               | Levante U. D.          | 1ː 2001                          |
| Miguel Ángel Soria     | Valencia, 1974              | Córdoba C.F.           | 1ː 2001                          |
| José Ángel Pérez       | Alicante, 1975              | C.S. Marítimo          | 1ː 2001                          |
| David Albelda (51)     | Puebla Larga, 1977          | Valencia C.F.          | 1ː 2001                          |
| Diego Ribera           | Ribarroja del Turia, 1977   | Girona F.C.            | 1ː 2001                          |
| José María Merino      | Casinos, 1979               | Valencia C.F.          | 1ː 2001                          |
| Raúl Ivars             | Alicante, 1977              | Elche C.F.             | 1ː 2002                          |
| Vicente Rodríguez (38) | Valencia, 1981              | Valencia C.F.          | 1ː 2003                          |
| Ángel Dealbert         | Benlloch, 1983              | C.D. Castellón         | 1ː 2003                          |
| Quique Medina          | Mattenborn, 1974            | Getafe C. F.           | 1ː 2004                          |
| Alejandro Varela       | Alicante, 1973              | Cádiz C. F.            | 1ː 2005                          |
| Pere Martí             | Moncófar, 1982              | Elche C. F.            | 1ː 2005                          |
| Raúl Albiol (58)       | Villamarchante, 1985        | Valencia C.F.          | 1ː 2005                          |
| Jaime Gavilán          | Valencia, 1985              | Getafe C.F.            | 1ː 2005                          |
| José Enrique Sánchez   | Valencia, 1986              | Celta de Vigo          | 1ː 2005                          |
| Manolo Martínez        | Bigastro, 1980              | Gimnàstic de Tarragona | 1ː 2006                          |
| Víctor Gomis           | Alicante, 1982              | Elche C.F.             | 1ː 2006                          |
| Natalio Lorenzo        | Canals, 1984                | C.D. Castellón         | 1ː 2006                          |
| Roberto Soldado (12)   | Valencia, 1985              | C.A. Osasuna           | 1ː 2006                          |
| Carlos Bellvís         | Valencia, 1985              | Elche C.F.             | 1ː 2006                          |
| Miguel Pallardó        | Alacuás, 1986               | Valencia C.F.          | 1ː 2006                          |
| Manuel Ruz             | Valencia, 1986              | Gimnàstic de Tarragona | 1ː 2006                          |
| Pablo de Lucas         | Elche, 1986                 | Elche C.F.             | 1ː 2006                          |

### Intentos de reactivación
Desde que la selección valenciana quedó inactivada en 2007 por falta de recursos económicos han sido muchos los jugadores valencianos que han destacado en la máxima categoría, hasta el punto que frecuentemente se considera que la selección valenciana sería la más potente entre todas las selecciones autonómicas españolas.
Algunos de los jugadores valencianos que han ido debutando con la selección española han sido Pablo Hernández Domínguez (2009), Bruno Soriano (2010), Paco Alcácer (2014), Juan Bernat (2014), Mario Gaspar (2015), Saúl Ñíguez (2016), Pablo Fornals (2016),
José Luis Gayà (2018), Pau Torres (2019), Ferran Torres (2020), Hugo Guillamón (2021), Abel Ruiz (2021) o Carlos Soler (2021).

### Selección de fútbol amateur de la Comunidad Valenciana
La selección amateur o de aficionados —denominada así por estar formada por jugadores no profesionales pese a ser la misma que la profesional o senior— es la encargada de defender a la Comunidad Valenciana en la Copa de las Regiones de la UEFA —competición sucesora de la extinta Copa de la UEFA Amateur que disputaba la selección de fútbol amateur de España—. Bajo el nuevo formato disputado por regiones el combinado valenciano no se ha clasificado para disputar la contienda europea en ninguna ocasión.
Estas selecciones regionales de este torneo están conformadas por jugadores de Tercera División, Preferente o inferiores, menores de 35 años. Es decir lo que entiende la UEFA por futbolistas aficionados, no profesionales. El único requisito para ser seleccionado es tener licencia en un equipo de la Comunidad Autónoma por el cual es convocado el jugador.
El acceso a disputar la Copa Regiones es dirimido en la Fase española de la Copa de las Regiones de la UEFA, donde su mejor resultado fue en 2008 cuando se proclamó vencedora del Grupo F de la Primera Fase Española de la VI Copa de las Regiones UEFA. Esta fase preliminar del Grupo F se disputó entre el 7 y 9 de diciembre de 2007 en La Nucía (Alicante). Tras su clasificación para la Fase Intermedia Española, jugó el 30 de enero y 29 de febrero de 2008 contra la selección catalana que venció la eliminatoria.
La última participación fue en diciembre de 2019, cuando la selección valenciana disputó la Primera Fase española de la XII edición de la Copa de las Regiones de la UEFA en Vícar (Almería). Empató a cero contra la selección andaluza y perdió 2-1 contra la Selección de Asturias.